# 伊瓜圖 (巴拉那州)
伊瓜圖（葡萄牙語：Iguatu）是一個位於巴西南部巴拉那州的市鎮。